# Mcast.net
mcast.net è un dominio di secondo livello riservato da IANA e mantenuto da Verisign utilizzato per associare record dns univoci a indirizzi multicast. I domini non sono associato ad alcun sito web e il dominio di secondo livello non è risolvibile in DNS. Sono spesso utilizzati per la risoluzione inversa dei DNS.
Nel 2011 è stato proposto di farlo confluire nel dominio .arpa senza aver però riscontrato successo.

## Esempi di indirizzi
Alcuni esempi di indirizzi DNS multicast usati:
- base-address.mcast.net: 224.0.0.0 (indirizzo di base)
- all-systems.mcast.net: 224.0.0.1 (tutti i sistemi nella rete locale)
- all-routers.mcast.net: 224.0.0.2 (tutti i router nella rete locale)
- dvmrp.mcast.net: 224.0.0.4 (tutti i router DVMRP)
- igmp.mcast.net: 224.0.0.22 (protocollo IGMP)
- ntp.mcast.net: 224.0.1.1 (protocollo NTP)